# Криска, Яанис
Яанис Криска (эст. Jaanis Kriska; 23 июня 1988, Курессааре) — эстонский футболист, центральный защитник и полузащитник.

## Биография
Воспитанник клуба «Курессааре». Во взрослой команде своего клуба дебютировал в 2004 году в матчах первой лиги Эстонии. 16 марта 2005 года сыграл свой первый матч в высшей лиге против «Транса» (1:4) и на 82-й минуте забил «гол престижа». До конца нулевых годов регулярно играл за основной состав «Курессааре», затем на несколько лет потерял место в команде и играл за дубль, а в 2014 году после вылета из высшей лиги вернулся в состав. Завершил карьеру по окончании сезона 2016 года, когда его клуб выступал в третьем дивизионе и стал победителем турнира. Всего за 13 сезонов провёл за «Курессааре» 200 матчей и забил 15 голов в чемпионатах Эстонии во всех лигах, из них 78 матчей и 4 гола — в высшем дивизионе.
12 сентября 2009 года в игре против «Левадии» (0:8) забил гол в свои ворота на 5-й секунде, что стало самым быстрым автоголом в мировой истории. По собственным словам, неоднократно в карьере забивал голы в свои ворота, а в одном из юношеских матчей на турнире в Финляндии против бразильской команды забил 3 автогола.
Выступал за юношескую сборную Эстонии (до 17 лет), провёл 5 матчей. Также играл за сборную острова Сааремаа, в том числе принимал участие в Островных играх 2007 года.